# Center Céramique Maastricht
Center Céramique Maastricht er en multifunktionel bygning i Maastricht, i distriktet Céramique, som ligger på hjørnet af torvet af 1992 og Avenue Céramique. Bygningen er designet af Jo Coenen. Den huser blandt andet Maastrichts Hovedbibliotek, hvis historie går tilbage til år 1662. Bygningen har syv etager og mod syd danner en voldgrav danner adskillelsen mod de omkringliggende bygninger. På det sydøstlige hjørne er der opført et kunstværk af Ine af Helfteren. Bygningen stod færdig i 1999.
I Centre Céramique i Maastricht, hvis areal fortrinsvis er benyttet af byens bibliotek. Udlån og informationsskranke ligger i stueetagen. Her afholdes jævnligt fotoudstillinger, såsom den årlige World Press Photo udstilling. Der er dog tillige både permanente og midlertidige kunstudstillinger, blandt andre en række romerske relieffer. Siden 2016 er også Maastricht International Centre, et informationscenter for udlændinge, placeret i Centre Céramique.
Centre Céramique deltager i udstillinger af arkæologiske og historiske samlinger, som er indsamlet af Limburg Geschieds antikvariske Selskab (LGOG), suppleret med en arkæologiske samling af relikvier fra byen Maastricht og en samling af fajance- og glaskunst fra lokale fabrikker. Den berømte model af Maastricht by fra 1752 er også placeret i Centre Céramique. Der er også en række meget forskellige samlinger, blandt andet af japanske prints, historiske undervisningsbilleder og forskellige videnskabelige og dagligdags instrumenter. og redskaber til huse. Der findes ligeledes en samlingen af fajance med blandt andet arbejder af de berømte pottemagere Petrus Regout / Sphinx (1834-1958), NA Bosch (1853-1866) Société Céramique (1863-1958) og Mosa (1883-ca 1970 ).
Samlingen omfatter en større kollektion af anskuelsestavler. Disse tavler var et pædagogisk redskab i 1800-tallets skoleundervisning. Man havde den gang den opfattelse, at børn lærte bedre forstod, hvis de kunne få formidlet viden visuelt. Det var hyppigt forekommende i Holland, se galleriet nedenfor:

## Galleri
- En anskuelsestavle med flagermus som motiv (ca 1900?)
- De Prins van Oranje bij Quatre-Bras (J.W. de Hoynck van Papendrecht, 1910)
- Dieren in hun omgeving - In sloot en plas (M.A. Koekkoek, 1915?)

50°50′45″N 5°42′04″Ø / 50.8458°N 5.7011°Ø